# Приймак Борис Іванович
Бори́с Іванович Прийма́к (29 травня (11 червня) 1909 , Новочеркаськ, Область Війська Донського, Російська імперія  — 17 лютого 1996 , Київ ) — український радянський архітектор та педагог, головний архітектор Києва (1955–1973), професор. Заслужений будівельник УРСР (7.08.1965), народний архітектор СРСР (1970).

## Біографія
Народився 29 травня (11 червня) 1909 року в місті Новочеркаську, Росія. Закінчив Харківський художній інститут, архітектурний факультет в 1930 році, аспірантуру Академії архітектури СРСР (1936–1940).
З 1930 року — у проєктних організаціях Харкова, зокрема у місцевому відділенні «Діпроміста». З 1946 року — керівник архітектурно-планувальної майстерні інституту «Київпроєкт».
Заступник головного архітектора Києва з 1952 року. Головний архітектор Києва з 1955 по 1973 роки. Професор, керівник архітектурної майстерні Київського художнього інституту з 1971 року.

Могила Бориса Приймака, Байкове кладовище

У 1990 році вийшов на пенсію. Помер на 87-му році життя 17 лютого 1996 року в Києві. Похований разом з дружиною на Байковому кладовищі (ділянка № 49а, 50°24′59.84″ пн. ш. 30°30′6.16″ сх. д. / 50.4166222° пн. ш. 30.5017111° сх. д.).

### Родина
- Дружина — Клавдія Хмельова (1910—1994).
- Дочка — Марина Приймак (1940—1995), архітекторка КиївЗНДІЕП.
- Онука — Анастасія Снісаренко-Єржиковська (нар. 1967), архітекторка-дизайнерка.

## Архітектурні роботи
- Проєкти планування міст Маріуполя, Кривого Рогу, Тбілісі. 1930—1935.
- Один з авторів затвердженого конкурсного проєкту забудови Хрещатика. 1949—1954.
- Будинок Міністерства зв'язку та поштамту на площі Калініна (нинішня адреса — вулиця Хрещатик, 22, спільно з архітекторами Ладним, Хлєбниковою, Слуцьким). Будівництво 1950—1957.
- Готель «Москва» (спільно з архітекторами Добровольским, Косенком, Мілецьким, Сазанським). Будівництво 1959—1966.
- Оформлення моста Патона (спільно з архітекторами Буділовським, Хлєбниковою, Ладним, Фокічевою).
- Станція метрополітену «Завод Більшовик» (спільно з архітектором Малиновським). Будівництво 1962—1963.
- Станції метрополітену «Нивки», «Жовтнева» (1971 р.), «Червона площа» (1976 р.).
- Генплан забудови Києва, затверджений у 1949 р. (спільно з Власовим, Козловим, Дибовським, Поліщуком та Малоземовим).
- Генплан забудови Києва, розроблений у 1964 р. (спільно з Гречиною, Слуцьким, Мусатовою).
- Житлові будинки на Хрещатику:
  - № 1З, 17 (спільно з архітекторами Власовим О. В., Добровольським А. В.). Будівництво 1950—1951 рр.
  - № 29 Будівництво 1955 р.
- Житловий будинок на площі Українських Героїв, 1 (нинішня адреса — вулиця Велика Васильківська, 24, спільно з архітектором В. Поліщуком). Будівництво 1954 р.
- пам'ятник В. І. Леніну в Запоріжжі (1960, скульптори М. Лисенко, Г. Суходолов, архітектори Б. Приймак, В. Ладний).
- надгробок на могилі Ванди Василевської (1969, скульптор Г. Кальченко)

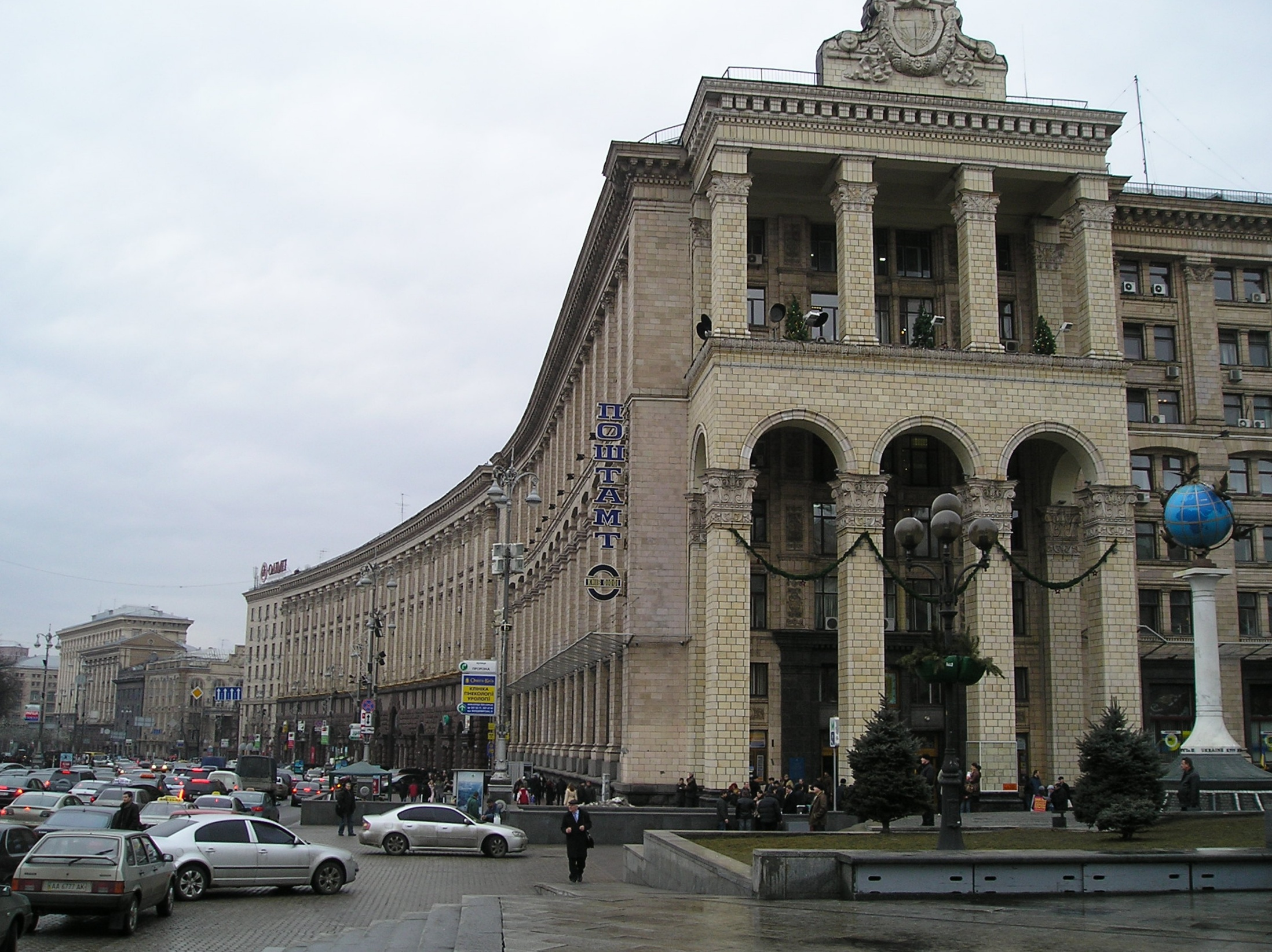
Центральний поштамт у Києві (1952–1957)
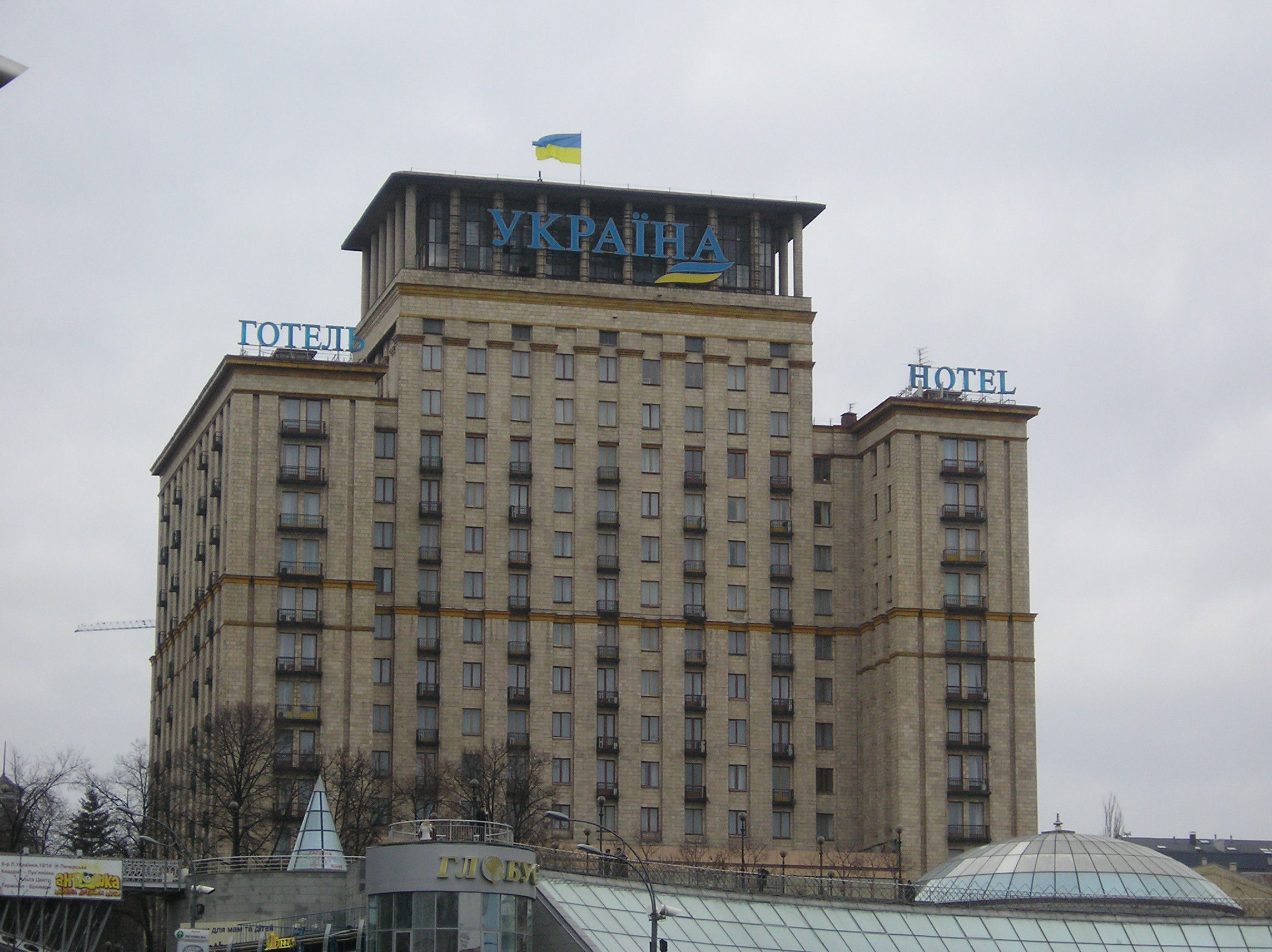
Готель «Україна» (1954–1961)
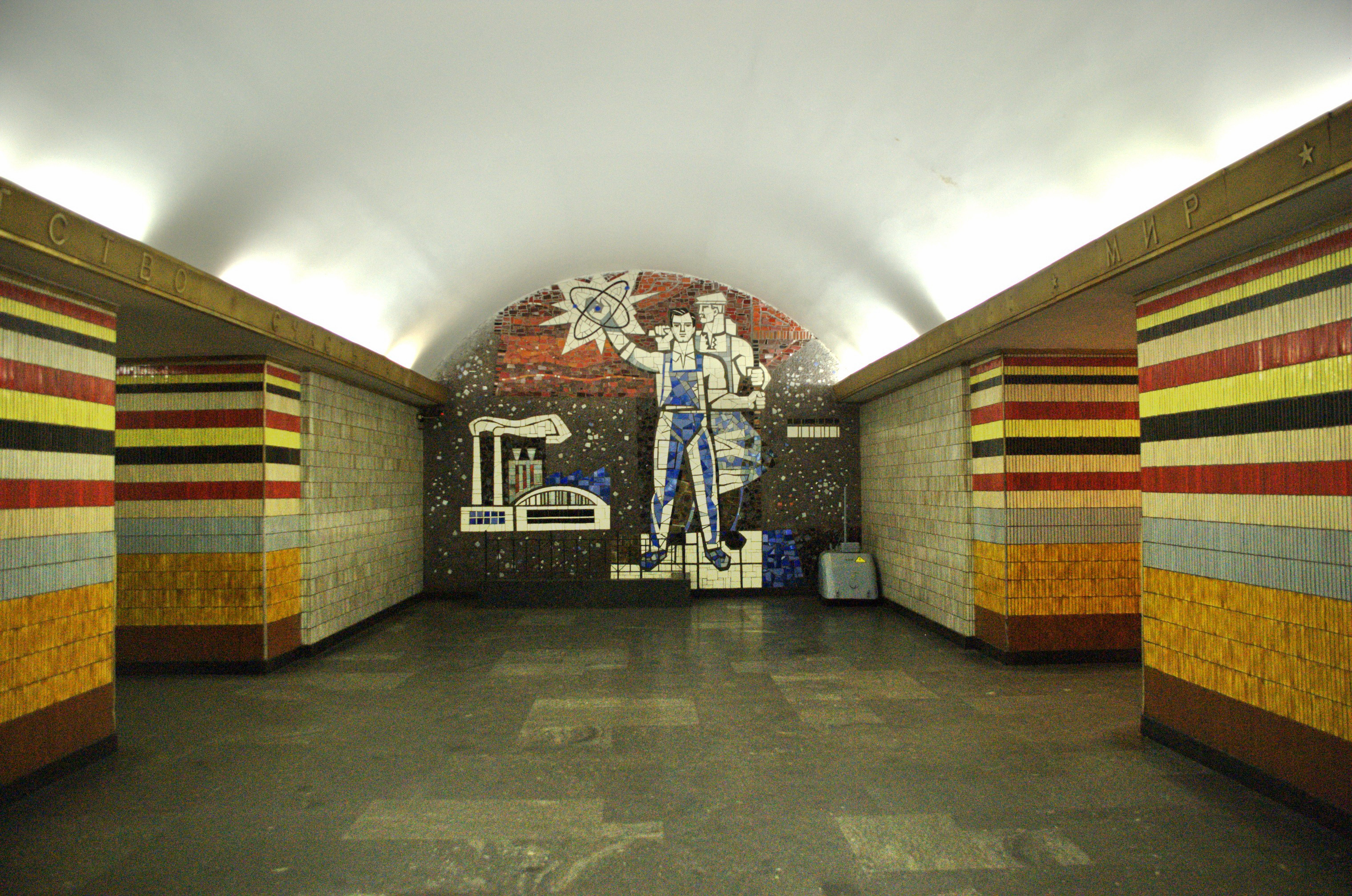
Станція метро «Шулявська» (1963)
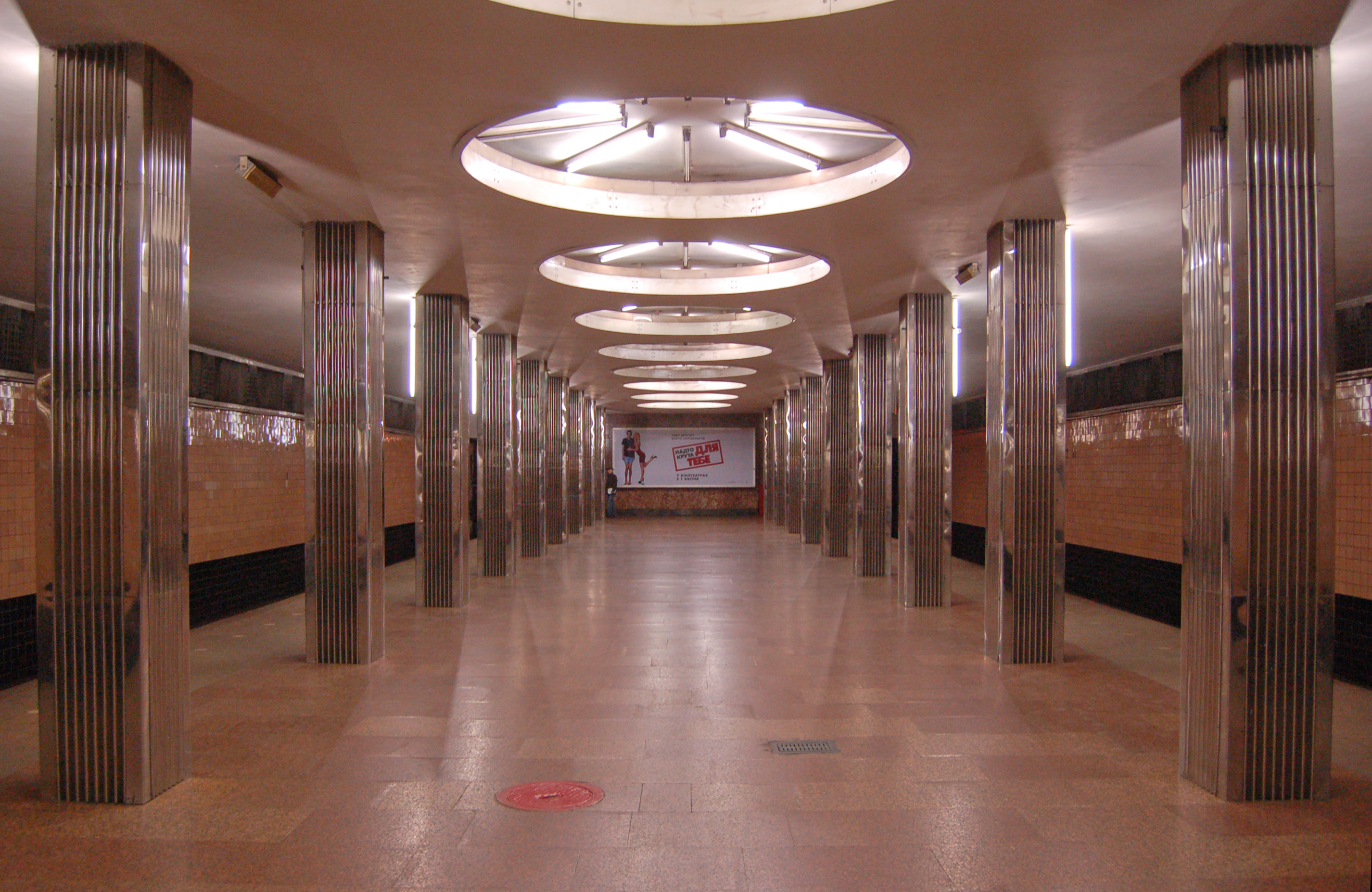
Станція метро «Берестейська» (1971)
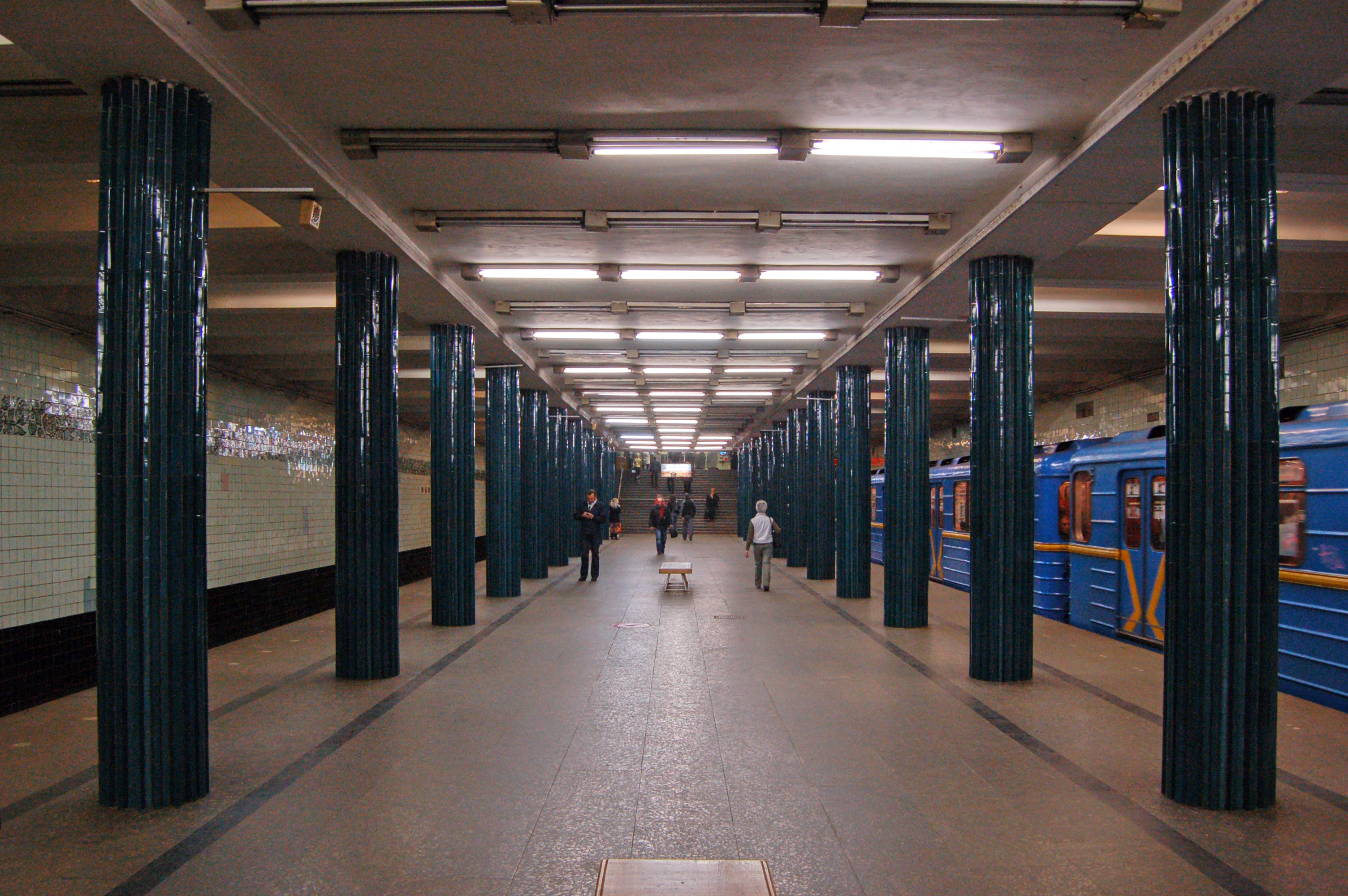
Станція метро «Нивки» (1971)
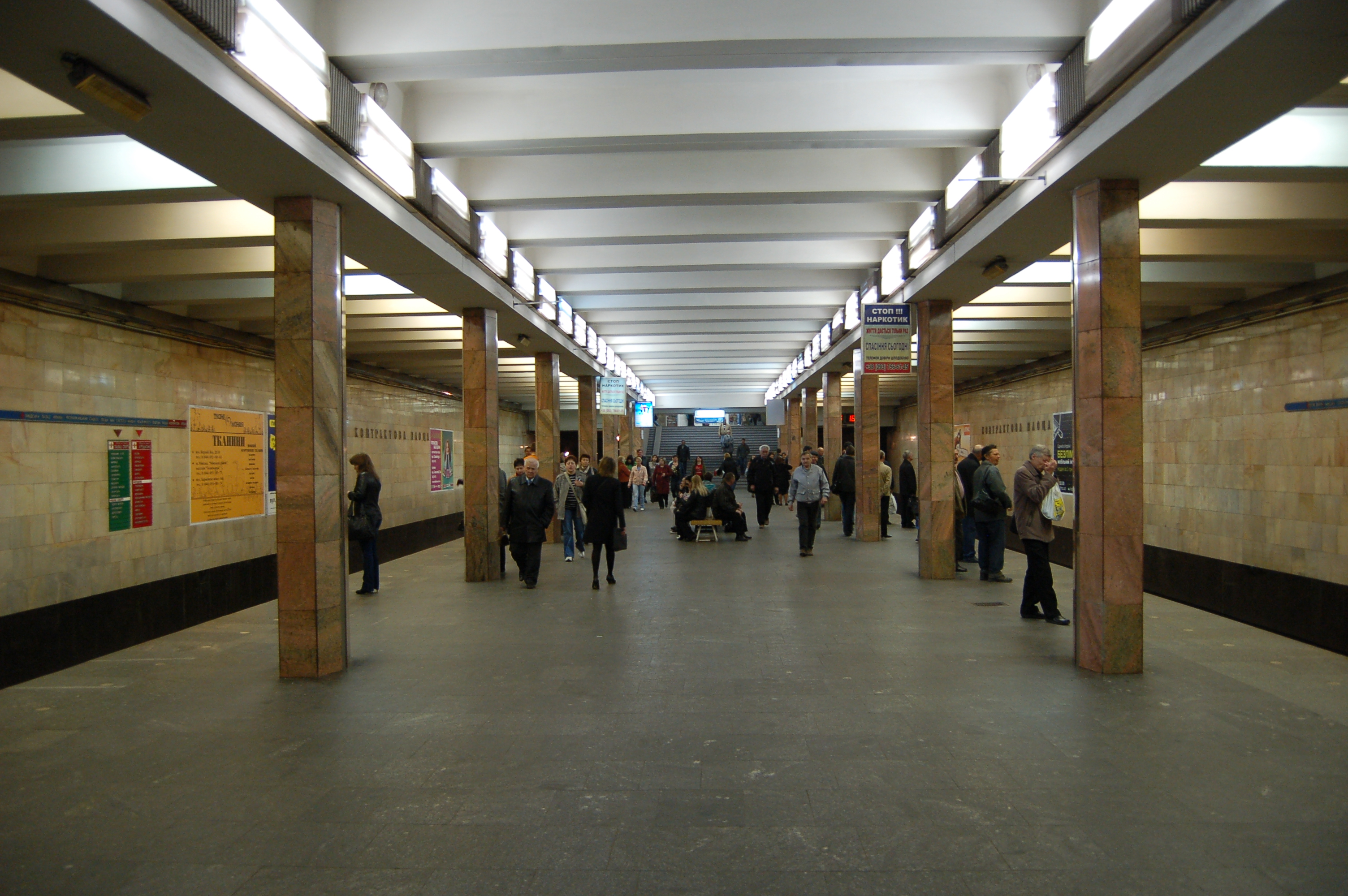
Станція метро «Контрактова площа» (1976)

## Відзнаки та нагороди
- Заслужений будівельник УРСР, 7.08.1965 р.
- Лауреат премії Ради Міністрів СРСР, 1971 р., за розробку Генерального плана міста Києва 1967 року.
- Народний архітектор СРСР, 1979 р.
- Почесний професор Української академії мистецтв, 1993 р.
- Почесна грамота Президії Верховної Ради Української РСР (.03.1964)